# Amt Herborn

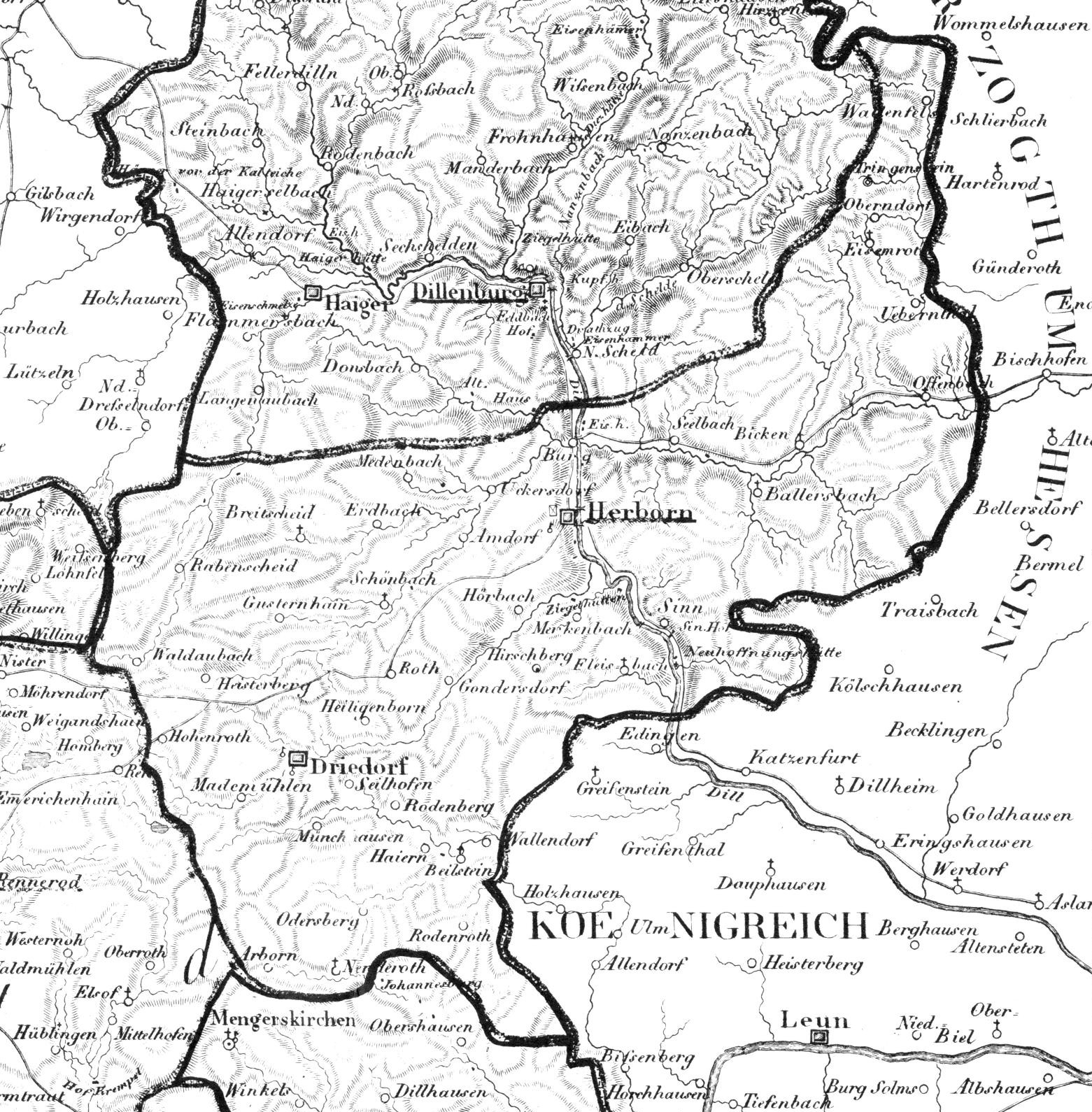
Karte des Amtes Herborn 1828

Das Amt Herborn war vor der Mitte des 16. Jahrhunderts bis 1806 ein Amt in Grafschaften Nassau-Dillenburg und Nassau-Diez im Heiligen Römischen Reich, sowie von 1813 bis 1815 ein Nassau-Oranisches und ab 1816 ein herzoglich nassauisches Amt mit Sitz in Herborn. Die Ämter hatten neben Verwaltungsaufgaben auch die Niedere Gerichtsbarkeit inne bzw. dienten später als erstinstanzliches Gericht. An ihrer Spitze stand ein vom jeweiligen Herrscher eingesetzter Amtmann. Das Amt Herborn ging 1866 im Dillkreis auf.

## Geschichte

### Nassau-Oranien
Die Herborner Mark kam mit dem Ende der Dernbacher Fehde 1336 endgültig in den Besitz der Nassauer Grafen.
Nassau-Dillenburg war vor der Mitte des 16. Jahrhunderts in die Ämter Siegen und Dillenburg unterteilt. Diese gliederten sich ihrerseits in verschiedene Gerichte. Diesen stand jeweils ein vom Landesherren eingesetzter Schultheiß vor. Zum Amt Dillenburg gehörten die Gerichte: Dillenburg, Herborn, Haiger, Ebersbach und Tringenstein. Später wurden aus den Gerichten eigene Ämter. Im Jahr 1739 fiel Nassau-Dillenburg an Nassau-Diez. Dieses wurde vom Haus Oranien regiert. Deren Regenten nannten sich seit 1702 Fürsten von Oranien-Nassau.
Das Amt bestand vor 1806 aus folgenden Kirchspielen:
- Kirchspiel Herborn: Herbiorn mit einer Papiermühle, zwei Mahlmühlen, eine Kalk- und Ziegelhütte Burg mit 1 Mühle, Burg mit einer Mühle, Uckersdorf mit 1 Papier- und Mahlmühle, Amdorf, Hörbach mit einer Mühle, Hirschberg mit dem herrschaftlichen Hof und Sinn mit dem herrschaftlichen Hofe und einer Papier- und Mahlmühle.
- Kirchspiel Schönbach: Schönbach mit dem herrschaftlichen Hof und 2 Mühlen, Roth, Gondersdorf mit zwei Mahl- und einer Schneidmühle, Erdbach mit zwei Mühlen.
- Kirchspiel Breitscheid: Breitscheid und Medenbach mit zwei Mühlen.
- Kirchspiel Fleisbach: Fleisbach und Merkenbach.
- Kirchspiel Ballersbach: Ballersbach mit einer Mühle und Herbornseelbach mit einer Mühle.
- Kirchspiel Bicken: Bicken mit zwei Mühlen und Offenbach mit einer Mühle.

Als 1806 unter Druck Napoleons der Rheinbund entstand und das Ende des Heiligen Römischen Reichs besiegelte, weigerte Oranien-Nassau sich diesem beizutreten. Infolgedessen fiel das Amt 1806 an das Großherzogtum Berg und somit an Napoleons Schwager Joachim Murat, der eine Verwaltungsgliederung nach revolutionär-französischem Vorbild einführte. Im Großherzogtum Berg wurden die Ämter aufgelöst und stattdessen Arrondissements, Kantone und Departements eingerichtet. In Herborn entstand der Kanton Herborn im Arrondissement Dillenburg des Départements Sieg. Bald nach der Völkerschlacht bei Leipzig löste sich das Großherzogtum auf und Nassau-Oranien erhielt seine Gebiete wieder zurück. Nach der Rückgabe an Nassau-Oranien wurden 1813 daraus die bisherigen oranischen Ämter, darunter das Amt Herborn in alter Form wiedereingerichtet.

### Herzogtum Nassau
Am 31. Mai 1815 trat Oranien die Erblande an Preußen ab. Preußen tauschte wiederum die Gebiete mit dem Herzogtum Nassau, so dass das Amt Herborn nun Teil des Herzogtums wurde. Bei der Ämterreform am 1. Juli 1816 blieb das Amt Herborn bestehen, wurde aber umfangreich erweitert. Es bestand bis 1866 aus:
1. Orten des Fürstentums Dillenburg: Herborn, Amdorf, Ballersbach, Bicken, Breitscheid, Burg, Driedorf, Eisemroth, Eisemroth, Gondersdorf, Gusternhain, Heiligenborn, Heisterberg, Herbornseelbach, Hirschberg, Hörbach, Hohenroth, Mademühlen, Medenbach, Merkenbach, Münchhausen, Oberndorf, Offenbach, Rabenscheid, Rodenberg, Roth, Schönbach, Seilhofen, Sinn, Tringenstein, Uckersdorf, Übernthal, Waldaubach und Wallenfels.
2. Orten der Herrschaft Beilstein: Arborn, Beilstein, Haiern, Nenderoth, Oderberg, Rodenroth und Wallendorf.

Der Staats- und Adreß-Handbuch des Herzogthums Nassau 1822/23 gibt folgendes an:
1. Flächen: 69.272 Steuernormalmorgen  (wobei ein Morgen entsprechen 2500 m²), mit 194 Morgen Gebäudestellen, 52 Morgen Gartenland, 17.606 Morgen Ackerland, 16.577 Morgen Wiesen, 43 Morgen Weiher, 22.361 Morgen Hochwald, 5149 Morgen Niederwald, 12.681 Morgen Trieschland (abwechselnde 3- bis 5-jährige Acker- und 10- bis 20-jährige Wiesennutzung) und Weideplätze, 609 Morgen nicht besteuerte Liegenschaften.
2. Gemeinden: 41 Gemeindebezirke bestehend aus 2 Städten, 40 Dörfern und 50 Höfen und Mühlen.
3. Bevölkerung: 13.205 Einwohner in 3290 Familien, davon 13.131 evangelisch christliche, 25 Katholiken und 40 Juden.
4. Viehstand: 128 Pferde, 31 Esel und Maulesel, 10,085 Stück Rindvieh, 10.300 Schafe, 3626 Schweine, 360 Ziegen und 573 Bienenstöcke.
5. Einfacher Jahressteuersatz (kann auch mehrfach erhoben werden): 8694 fl. 12 kr.
6. Amtsgemeinden:
  1. Herborn, Stadt: 2059 Einwohner in 522 Familien; „Stadt und Amtssitz, altes Schloß, eine Papier- zwei Mahl- und drei Lohmühlen.“
  2. Amdorf: 131 Einwohner in 38 Familien.
  3. Arborn: 392 Einwohner in 117 Familien; „eine Mühle.“
  4. Ballersbach: 289 Einwohner in 75 Familien; „eine Mühle.“
  5. Beilstein mit Wallendorf: 495 Einwohner in 108 Familien; „altes Schloß, die untere- und obere-Mahlmühle mit Oelmühle.“
  6. Bicken: 522 Einwohner in 122 Familien; „die Neumühle, dann eine Mahl- mit Oel- und 2 Schneid-Mühlen.“
  7. Breitscheid: 478 Einwohner in 99 Familien; „die Kohlmühle, ein Kalkofen.“
  8. Burg: 324 Einwohner in 68 Familien; „ein Eisenhammer, Mahl- und Schneidmühle.“
  9. Driedorf, Stadt: 454 Einwohner in 139 Familien; „zwei Ruinen von Schlössern, die Untere-, Damm-, und Obere-Mühle mit Oelmühle.“
  10. Eisemrod: 469 Einwohner in 136 Familien; „die Alt- und Meumühle.“
  11. Erdbach: 194 Einwohner in 52 Familien; „die Neu- und Altmühle.“
  12. Fleisbach: 312 Einwohner in 79 Familien.
  13. Gondesdorf: 139 Einwohner in 37 Familien; „zwei Mühlen.“
  14. Schusternhain: 228 Einwohner in 55 Familien.
  15. Haiern: 193 Einwohner in 47 Familien; „die Pfalzmühle.“
  16. Heiligenborn: 74 Einwohner in 22 Familien.
  17. Heisterberg: 127 Einwohner in 29 Familien.
  18. Herbornseelbach: 673 Einwohner in 150 Familien; „eine Mühle.“
  19. Hirschberg: 100 Einwohner in 24 Familien.
  20. Hohenroth: 159 Einwohner in 48 Familien.
  21. Hörbach: 290 Einwohner in 71 Familien; „eine Mühle.“
  22. Madenmühlen: 428 Einwohner in 119 Familien; „die Erbenmühle.“
  23. Medenbach: 281 Einwohner in 82 Familien; „Eisensteingrube.“
  24. Merkenbach: 328 Einwohner in 78 Familien; „die Neumühle, eine Ziegekhütte, ein Kalkofen.“
  25. Münchhausen: 232 Einwohner in 58 Familien.
  26. Nenderoth: 266 Einwohner in 55 Familien, „die Sauerbornsmühle “
  27. Oberndorf: 199 Einwohner in 49 Familien; „die Pauschenberger Mühlen.“
  28. Odersberg: 179 Einwohner in 50 Familien.
  29. Offenbach: 495 Einwohner in 118 Familien; „eine Mühle, ein Kalkofen.“
  30. Rabenscheid: 233 Einwohner in 61 Familien; „die Rabenscheider- und Petrysmühle.“
  31. Rodenberg: 132 Einwohner in 30 Familien.
  32. Rodenroth: 265 Einwohner in 60 Familien.
  33. Roth: 321 Einwohner in 58 Familien.
  34. Schönbach: 383 Einwohner in 94 Familien; „die Sauermühle, die oberste Mahl- und Oelmühle.“
  35. Seilhofen: 157 Einwohner in 30 Familien; „die Neumühle.“
  36. Sinn: 265 Einwohner in 60 Familien; „ein herrschaftlicher Hof, eine Mahl- und eine Papiermühle.“
  37. Tringenstein: 189 Einwohner in 45 Familien; „Schloßruine.“
  38. Uckersdorf: 337 Einwohner in 86 Familien; „eine Papier- eine Mahl- und eine Schneidmühle.“
  39. Uebernthal: 206 Einwohner in 48 Familien; „eine Mahl- und eine Oelmühle.“
  40. Waldaubach: 227 Einwohner in 58 Familien.
  41. Wallenfells: 70 Einwohner in 13 Familien.

Im Jahr 1836 wurde das Amt Herborn wie folgt beschrieben:

„Das Amt Herborn, von den 98.436 Morgen des Amtes Herborn sind 274 Morgen Gebäudestellen, 76 Morgen Gartenland, 25.252 Morgen Ackerland, 15.181 Morgen Wiesen, 57 Morgen Weiher, 39.215 Morgen Waldungen, 16.587 Morgen Dreschland und Waideplätze und 1.794 Morgen nicht besteuerte Liegenschaften. In den 2.508 Wohnhäusern leben 3.544 Familien oder 14.467 Menschen, unter welchen 14.358 Evangelische, 54 Katholiken und 55 Juden sind.
  Herborn, unter 25° 57' 45" Länge und 50° 4' 10" Breite, ummauerte Stadt mit 4 Thoren, an der Dille, mit 2 Kirchen, etwa 400 Häusern und 2.100 Einwohnern, welche Papier, thönerne Pfeifen, Tabak, Leinewand, Strümpfe und Leder liefern, Altes Schloß.
  Driedorf, unter 25° 50' 40" Länge und 50° 37' 50" Breite, Städtchen mit den Trümmern zweier Schlösser und 600 Einwohnern.“

Nach der Märzrevolution 1848 wurde die Verwaltung neu geordnet. Mit Gesetz vom 4. April 1849 wurden in Nassau Verwaltung und Rechtsprechung auf unterer Ebene getrennt. Die Reform trat zum 1. Juli 1849 in Kraft. Für die Verwaltung wurden 10 Kreisämter gebildet, die Ämter als Justizämter (also Gerichte der ersten Instanz) weitergeführt. Die Verwaltungsaufgaben des Amtes Herborn wurden vom Kreisamt Herborn wahrgenommen, die Rechtsprechung vom Justizamt Herborn. Die Reform wurde jedoch bereits am 1. Oktober 1854 wieder rückgängig gemacht, die Kreise wieder abgeschafft und die vorigen Ämter wiederhergestellt.
Kurz vor der Annektierung durch Preußen gibt das Staats- und Adreß-Handbuch des Herzogthums Nassau. 1866 folgendes an:
1. Flächengehalt: 100.272 Morgen, nämlich: 306 M. Gebäudestellen, 87 M. Gartenland, 26.298 M. Ackerland, 15657 M. Wiesen, 57 M. Weiher, 38.608 M. Waldungen, 16.121 M. Trieschland und Weideplätze etc., 3138 M. nicht besteuerte Liegenschaften.
2. Politische Eintheilung: 41 Gemeindebezirke, bestehend aus 2 Städten und 40 Ortschaften, mit einem einzelnen Haus, 39 Mühlen, 3 Eisenhämmer und Hütten, 2 Ziegelhütten; 1 Nickelerz- und Schwefelkies-, 48 Eisenstein-, 5 Dachschiefer, 2 Schwerspath, 2 Braunstein-, 5 Braunkohlengruben und eine Thongrube.
3. Bevölkerung, nach der Zählung am Schlüsse des Jahres 1865: 4453 Familien in 2926 Wohnhäusern und 16.511 Einwohner, nämlich: 16349 evangelisch-christliche, 120 Katholiken, 6 Deutschkatholiken und 36 Juden.
4. Viehstand: 198 Pferde, 22 Esel und Maulesel, 10425 Stück Rindvich, 9318 Schaafe, 2522 Schweine, 560 Ziegen und 522 Bienenstöcke.
5. Gewerbe: 8 Agenten, ein Backofenmacher, 5 Bader, 30 Bäcker, ein Bauunternehmer, 5 Bierbrauer, ein Blättermacher[7], 10 Blechschmiede, 2 Blechwalzwerke, ein Branntweinbrenner, 6 Buchbinder, ein Buchdrucker, ein Bürstenmacher, ein Cigarrenfabrikant, 2 Destillateure, 7 Drechsler, ein Eisenhammer, 2 Eisenhütten, ein Essigsieder, 2 Flanellarbeiter, eine Gasfabrik, 2 Glaser, ein Glockengießer, 62 Grobschmiede, 2745 Gutsbesitzer, 39 Häfner, 2 Hutmacher, 6 Kalkbrenner, 2 Kappenmacher, 47 Klein- und Großhändler, 75 Kleinkrämer, 2 Knopfmacher, 3 Köhler, ein Konditor, ein Krugbäcker, 9 Küfer, 1 Kupferschmied, 5 Lederfabrikanten, ein Lederhändler, 6 Leinen- und Damastweber, 38 Mahlmüller, 38 Maurer, eine Maschinenfabrik, 2 Mechaniker, 2 Messerschmiede, 23 Megtzer, 7 Mühlärzte, 6 Musikanten, 11 Näherinnen, 7 Nagelschmiede, 12 Oelmüller, 1 Opticus, ein Papierfabrikant, ein Photograph, 56 Pferdeverleiher und Hauderer, ein Pumpenmacher, 2 Putzmacherinnen, ein Sägewerk, 4 Sattler, 8 Schieferdecker, 15 Schlosser, 72 Schneider, 6 Schneidmüller, 8 Schön- und Blaufärber, 2 Schornsteinfeger, 80 Schreiner, 83 Schuhmacher, 7 Schieferdecker, ein Seifensieder, ein Seiler, 2 Steindrucker, 4 Steinhauer, 11 Strohdecker, 2 Strumpf- und Kappenweber, ein Tabaksfabrikant, 747 Taglöhner, 3 Tapezierer, ein Theerbrenner, 3 Uhrmacher, 39 Wagner, 9 Weißbinder,3 Weißgerber, 103 Wirthe, 3 Ziegelbrenner, 10 Zimmerleute etc.
6. Betrag eines Steuersimplums: 11.193 fl. 7 kr., nämlich: 8245 fl. 58 kr. Grund- und Gebäudesteuer und 2947 fl. 9 kr. Gewerbsteuer.
7. Amtmann: Hofgerichtsrath Friedrich Bäntsch.
8. Amtsortschaften:

| Amtsgemeinde | Fam- ilien | Ein- wohner |
| --- | ---------- | ----------- |
| 1. Herborn, Stadt und Amtssitz, das alte Schloß, ein Dampfsägewerk, eine Papier-, 2 Walk- und 4 Lohmühlen, Eisenbahn-Stationsgebäude, Gasfabrik.      | 636        | 2384        |
| 2. Amdorf. | 37         | 136         |
| 3. Arborn. | 130        | 180         |
| 4. Ballersbach, eine Mahl- und eine Schneidmühle | 97         | 342         |
| 5. Beilstein mit Wallendorf, eine Schioßruine, ein Hofhaus.                                                                                           | 137        | 578         |
| 6. Bicken, die Neu- und Grundmühle, eine Oel- und Schneidmühle.                                                                                       | 136        | 518         |
| 7. Breitscheid, die Kohlmühle. | 185        | 655         |
| 8. Burg, ein Hammer- und Hüttenwerk, eine Mahl-, Schneid-, Loh- und Schleifmühle.                                                                     | 103        | 492         |
| 9. Drierdorf, Stadt, 2 Schloßruinen, die Oel- und die obere Mühle.                                                                                    | 176        | 662         |
| 10. Eisemroth, die Neu- und Schaafmühle. | 174        | 531         |
| 11. Ertbach, die oberste Mühle und die Neumühle. | 81         | 213         |
| 12. Fleisbach, ein Eisenblechmalzwerk. | 83         | 417         |
| 13. Gondersdorf. | 55         | 201         |
| 14. Gusternhain. | 100        | 371         |
| 15. Haiern, die Pfalzmühle. | 76         | 271         |
| 16. Heiligenborn. | 14         | 75          |
| 17. Heisterberg. | 38         | 130         |
| 18. Herbornseelbach, eine Mühle und ein einzelnes Wohnhaus                                                                                            | 219        | 893         |
| 19. Hirschberg. | 41         | 161         |
| 20. Hörbach, zwei Mahlmühlen. | 92         | 372         |
| 21. Hohenroth. | 50         | 152         |
| 22. Matemühlen, die Erlenmühle. | 153        | 472         |
| 23. Medenbach. | 99         | 356         |
| 24. Merkenbach, die Neumühle, eine Wollmaschinenspinnerei, 2 Ziegelhütten.                                                                            | 95         | 408         |
| 25. Münchhausen. | 98         | 308         |
| 26. Nenderoth, die Sauerbornsmühle. | 87         | 359         |
| 27. Oberndorf, die 2 Pauschenbergermühlen. | 75         | 250         |
| 28. Odersberg. | 63         | 245         |
| 29. Offenbach, eine Mahlmühle. | 144        | 520         |
| 30. Rabenscheid, die Rabenscheider- und Petersmühle                                                                                                   | 64         | 264         |
| 31. Rodenberg. | 55         | 166         |
| 32. Rodenroth. | 106        | 368         |
| 33. Roth. | 67         | 274         |
| 34. Schönbach, die Sauermühle. | 154        | 559         |
| 35. Seilhofen, die Neumühle. | 50         | 156         |
| 36. Sinn, 2 Mahl-, 2 Schneid-, eine Papier- und Oelmühle, ein Hütten- und Hammerwerk (die Neuhoffnungshütte), ein Hofhaus, Eisenbahn-Stationsgebäude. | 95         | 500         |
| 37. Tringenstein, mit Schloßruine. | 72         | 263         |
| 38. Uckersdorf, eine Papier, Mahl- und Schneidmühle.                                                                                                  | 121        | 386         |
| 39. Uebernthal. | 97         | 306         |
| 40. Waldaubach. | 76         | 244         |
| 41. Wallenfels. | 22         | 73          |

### Preußen
Mit der Annexion Nassaus durch Preußen wurden auch die Ämter in ihrer alten Form aufgelöst und durch Kreise ersetzt. Das Amt Hadamar bildete 1867 gemeinsam mit dem Dillenburg den Dillkreis. Erst im Rahmen dieser Neuordnung wurden Verwaltung und Rechtsprechung getrennt. Für die Rechtsprechung in erster Instanz, die bisher durch das Amt vorgenommen wurde, wurden zunächst die richterlichen Beamten in den Ämtern zuständig und zum 1. September 1867 das Amtsgericht Herborn gebildet.
Aber auch nach der Kreisgründung bleibt die bisherige Amtsstruktur erhalten. Die Königliche Verordnung vom 22. Februar 1867 regelte, dass „die Amtsbezirke als engere Verwaltungsbezirke in ihrer bisherigen Begrenzung bestehen“ bleiben. Die ehemaligen Ämter bilden die Bezirke des Kreises. Gemäß § 13 der Kreisverfassung entsendeten die Bezirke, also die ehemaligen Ämter, jeweils sechs Vertreter in den neuen Kreistag. Der Amtmann hatte die Aufsicht über die Ortspolizei und Organe des Landrates.
Mit der Verwaltungsreform von 1885/1886 wurden die Ämter endgültig aufgelöst.

## Amtmänner

### Herzogtum Nassau
- 1816–1831: Friedrich Reinhard Helmrich
- 1832–1837: Carl Schenck
- 1837–1840: Heinrich Ernst Schwab
- 1840–1845: Gustav Knisel
- 1845–1849: Wilhelm Rullmann
- 1854–1861: Gustav Knisel
- 1861–1864: Karl Schellenberg
- 1864–1873: Friedrich Bäntsch
- 1873–1884: Benno Julius Rudolph Freiherr von Eberstein
- (1884–1886): Friedrich Johannes Klein